# 정자은행

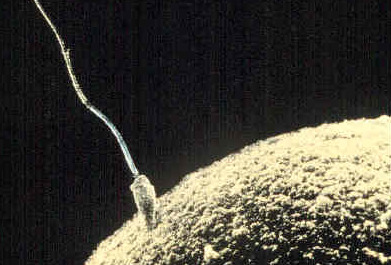
정자와 난자가 수정되는 과정을 묘사한 전자현미경

정자은행(精子銀行, 영어: sperm bank, semen bank, cryobank)은 임신 달성을 위해 기증자가 제공하는 정자가 필요한 여성이 사용할 수 있도록 인간의 정자를 정자 기증자들로부터 수집하여 보관하는 기관이나 기업체이다. 정자 기증자가 기부한 정자는 기부 정자(donor sperm)라고 하며 여성에게 정자를 주입하는 과정은 인공수정이라 한다.
의학적인 관점에서 기증자 정자를 사용하여 달성한 임신은 파트너의 정자를 사용하여 달성한 임신과 차이가 없으며, 성교를 통한 임신과도 차이점이 없다.
남성이 불임인 부부와 레즈비언 커플, 그리고 혼자서 아이를 갖고 싶은 미혼 여성이 이용한다. 정자 기증자는 일반적으로 나이와 병력과 관련한 구체적인 요구사항을 충족하여야 한다.

## 규제
미국에서 정자은행은 2005년 5월 25일 새로운 가인드라인과 함께 발효된, 미국 식품의약국(FDA)가 설립한 HCT/Ps(Human Cell and Tissue or Cell and Tissue Bank Product)로 규제된다. 뉴욕주와 캘리포니아주를 포함한 수많은 주들은 또한 FDA가 선언한 항목들 외에 추가적인 규제를 하기도 한다.
유럽연합에서 정자은행은 2006년 4월 7일에 발표된 EU Tissue Directive에 의거하여 라이선스를 취득해야 한다. 영국에서 정자 은행은 인간생식배아관리국(Human Fertilisation and Embryology Authority)에 의해 규제를 받는다.
정자 은행의 운영이 허가된 국가들에서 정자 기증자는 일반적으로 그가 기부한 정자로부터 태어난 아이의 법적인 아버지가 아닌, "생물학적인 아버지"(biological father)로 간주된다.

## 같이 보기
- 정자 기증

## 참고 문헌
- Kara W. Swanson, Banking on the Body: The Market in Blood, Milk, and Sperm in Modern America. Cambridge, MA: Harvard University Press, 2014.